# Leucosolenia feuerlandica
Leucosolenia feuerlandica är en svampdjursart som beskrevs av Tanita 1942. Leucosolenia feuerlandica ingår i släktet Leucosolenia och familjen Leucosoleniidae.
Artens utbredningsområde är havet kring Japan. Inga underarter finns listade i Catalogue of Life.